# 澎湖提標館
澎湖提標館，全銜澎湖水師提標館，其設立可追溯清康熙二十三年（1684年）後，朝廷在澎湖設立營制（即澎湖水師協），駐軍兵源採內地班兵輪調，因遠離故土，遂私建伙房，在聚會之所各自搭建神龕祭祀。澎湖提標館原為福建水師提標營聚會之所，由於福建水師提標營原址駐紮廈門島，主祀天上聖母的香火係自廈門天后宮請來，與銅山武聖殿皆是由班兵會所轉變而來的廟宇，早名舊承祠、祖承祠。23°33′49″N 119°33′52″E / 23.563623°N 119.564403°E

## 提標館與清代班兵簡史
清領台灣初期（康熙年間）朝廷並不在臺灣當地募兵駐守，兵源而多從福建綠營輪調而來。按林豪《澎湖廳志》記載，其時駐澎營制應撥班兵兩千名，各分為四起輪戌，三年一換。
- 康熙23年（1684年）－朝廷在澎湖設立澎湖水師協，依據營制從水師提標營、南澳鎮本標營、南澳鎮銅山營與閩安水師協標營中抽取兵卒調往媽宮澳進駐（今馬公市），兵卒均由前一年（1683）福建水師提督施琅攻澎之水師整編而成。四營兵卒各自立同鄉會館，共伙而祭祀神明；其中「（水師）提標館」與「南澳館」奉祀天上聖母媽祖，「銅山館」與「閩安館」則奉祀武聖關公。[5]
- 乾隆47年（1782年）－朝廷裁撤142名標兵。調離金門鎮標兵移戌安平，原派往澎湖水師協的兵員缺額由海壇鎮標營、南澳鎮、銅山營等各營兵補足派編成，被調往澎湖的海壇鎮標兵設立「海壇館」。同年又從烽火門調兵往澎湖，原烽火門兵員在澎湖設立「烽火館」，統計澎湖駐軍數共1858名。[5][1]

- 道光29年（1849年）後，原本應三年一調的班兵便未再輪替。[1]不少班兵便在澎湖落地生根、娶妻生子；其中班兵籍貫多來自福州府海壇島、漳州府銅山（東山島）以及泉州三邑。[6]
- 同治七年（1868年），清廷頒布駐台班兵採行裁兵加餉新令，無家眷者資遣回內地。[7]同年，銅山標右營與南澳標右營各自設立「媽祖館」與「海山館」，皆奉祀天上聖母。自此以降，清代班兵依據籍貫或標營名稱設立祭祀會所，共計七館。時稱「七館八名」，係「海山館」另有「金門館」的名稱之故。[5]

澎湖水師提標館成員來自福建水師提督統轄的「提標營」，福建水師提標營又分中營、左營、右營與前營，於是人數頗眾，當時定居留在澎湖娶妻的標兵也是最多，籍貫又以漳州和泉州三邑（晉江、惠安、南安）為主。
昔清代班兵緣以同鄉設立的澎湖七所會館；閩安館與海山館今已不存、南澳館僅剩斷垣殘壁、烽火館尚存乾隆30年（1765年）立的〈重建烽火館碑記〉（位於今馬公市民族路租車行巷弄中）與光緒16年（1891年）立的〈烽火館充香費碑〉、海壇館館址不存，其伙房被改建為施公祠（祠內保留殉職海壇標兵的牌位），媽祖館與銅山館合併，現僅存施公祠、銅山武聖殿與提標館尚有後人管理。

### 澎湖班兵會館列表

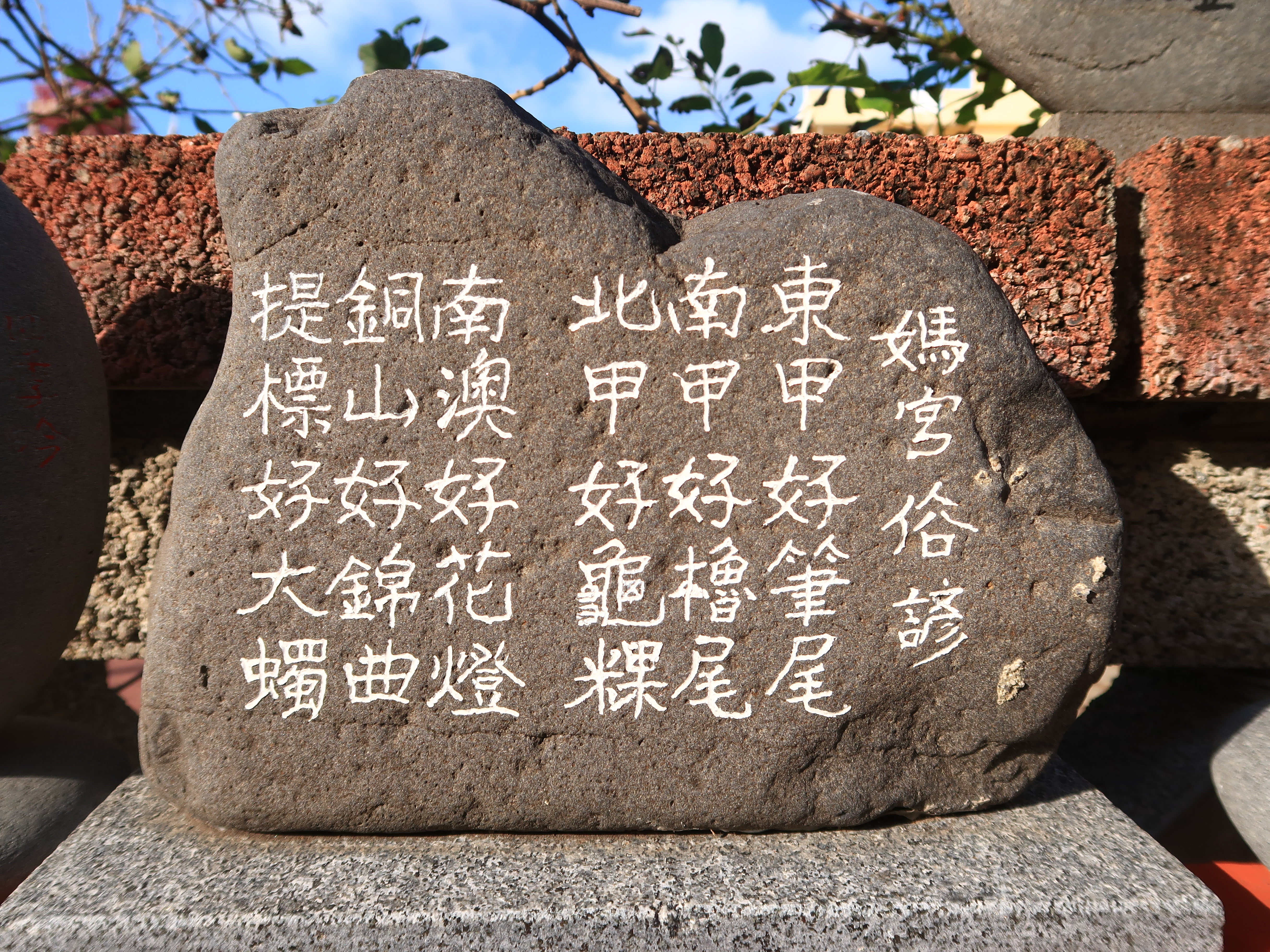
媽宮三甲及班兵會館之老俗諺。

| 原屬標營         | 標營原址                       | 會館名稱   | 設立時間              | 奉祀     | 現況             | 備註                                  |
| ---------------- | ------------------------------ | ---------- | --------------------- | -------- | ---------------- | ------------------------------------- |
| 福建水師提督標營 | 福建泉州府同安縣．廈門島       | 水師提標館 | 約康熙23年 （1684年） | 天上聖母 | 澎湖提標館       | - 簡稱「提標營」 - 原址鄰近東甲北極殿 |
| 南澳鎮標營       | 福建漳州府詔安縣．南澳島       | 南澳館     | 約康熙23年 （1684年） | 天上聖母 | 僅存斷壁殘垣     |                                       |
| 南澳鎮銅山營     | 福建漳州府東山縣．東山島       | 銅山館     | 約康熙23年 （1684年） | 關聖帝君 | 遷址             | 與媽祖館合併                          |
| 閩安水師協標營   | 福建福州府閩縣．閩安鎮         | 閩安館     | 約康熙23年 （1684年） | 關聖帝君 | 不存             |                                       |
| 海壇鎮標營       | 福建福州府福清縣平潭廳．海壇島 | 海壇館     | 約乾隆47年 （1782年） |          | 館址不存         | 伙房改建成施公祠                      |
| 烽火門（營）     | 福建福寧州．烽火島             | 烽火館     | 約乾隆47年 （1782年） | 關聖帝君 | 不存             | 尚存石碑碑文                          |
| 南澳鎮銅山營右營 | 福建漳州府東山縣．東山島       | 媽祖館     | 同治七年 （1868年）   | 天上聖母 | 現址即銅山武聖殿 | 改主祀關聖帝君                        |
| 南澳鎮標右營     | 福建漳州府詔安縣．南澳島       | 海山館     | 同治七年 （1868年）   | 天上聖母 | 不存             | 又稱金門館                            |

## 提標館建築沿革
提標館在清代之際，館址位於海尾崎頂（今澎湖醫院東側），外觀形似東甲北極殿，莊嚴非常。1895年日軍攻陷澎湖之後，提標館被日本人佔據，挪作他用。原本供奉的天上聖母神像只得移往中和照相館（今中正路屈臣氏藥妝店）後方的民房祭祀。後來因民房狹小，提標館館員乃倡議另尋新址建館。昭和四年（1929年）落成於現址，場館外觀與澎湖水仙宮相似，皆為二層樓的洋房風格建築；當時二樓為祭祀場所，樓下則租給馬公冰廠，租金添作香火之用。
民國75年（1986年），提標館年久失修，又遭逢韋恩颱風侵襲，屋舍受損嚴重，館方決議拆除、原地重建，眾神像金身駐蹕於東衛天后宮，民國77年（1988年）洋式三層樓建築竣工，神明廳設置於三樓。民國99年（2010年）八月再度動工重修，考量香客參拜之便利性，請示媽祖同意後，神明廳遂移至一樓，民國100年（2011年）三月竣工安座。

## 奉祀

### 天上聖母
提標館主祀天上聖母，媽祖金身有「大媽」、「二媽」與「三媽」之分，旁祀千里眼與順風耳。

### 齊天大聖
齊天大聖是館內最受歡迎的神祇，早時醫療不發達，也有不少信眾來此求藥籤或指點迷津，古時婦女或來祈求孩兒乖巧，皆來求助齊天大聖，人云靈驗非常。

### 高公清標長生祿位
高清標為榕城高氏之後，先祖高鋼為避唐末黃巢之亂而遷徙至福建，累世而散居福建各處。高清標則為「開澎之祖」，三子高其華為武庠生（武秀才），同治、光緒年間曾任澎湖水師協標左營外委、把總，最後官拜至千總。高清標父憑子貴，清廷封高清標為武德騎尉（武官正五品），過世後的墓上碑文則題「皇清例贈奉政大夫高祖考諱清標之墓」（文官正五品）。高清標的牌位現今仍安奉於提標館內的福德正神旁，上載「欽加同知銜高公官章清標長生之祿位」。

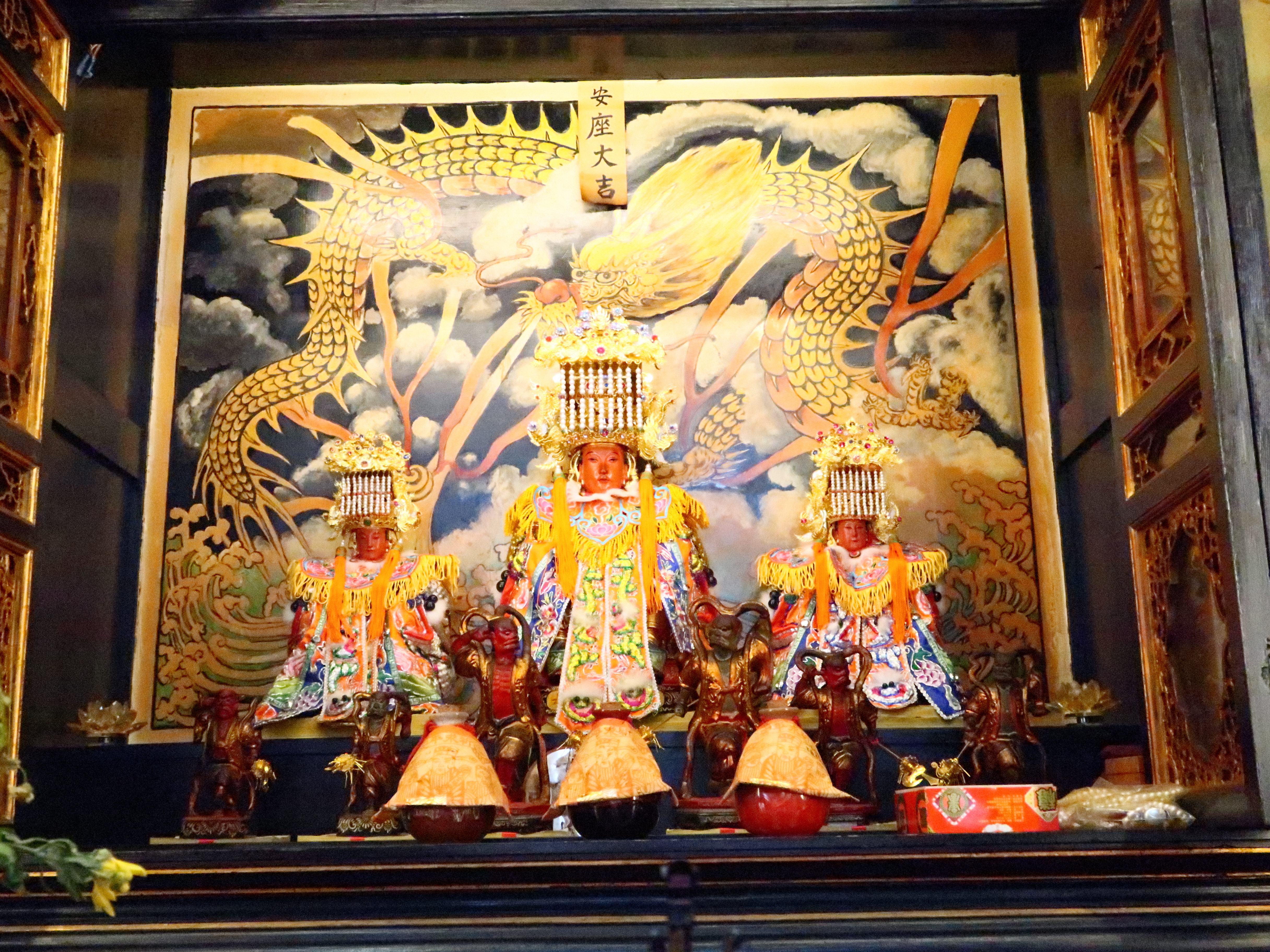
媽祖娘娘（大媽、二媽、三媽）
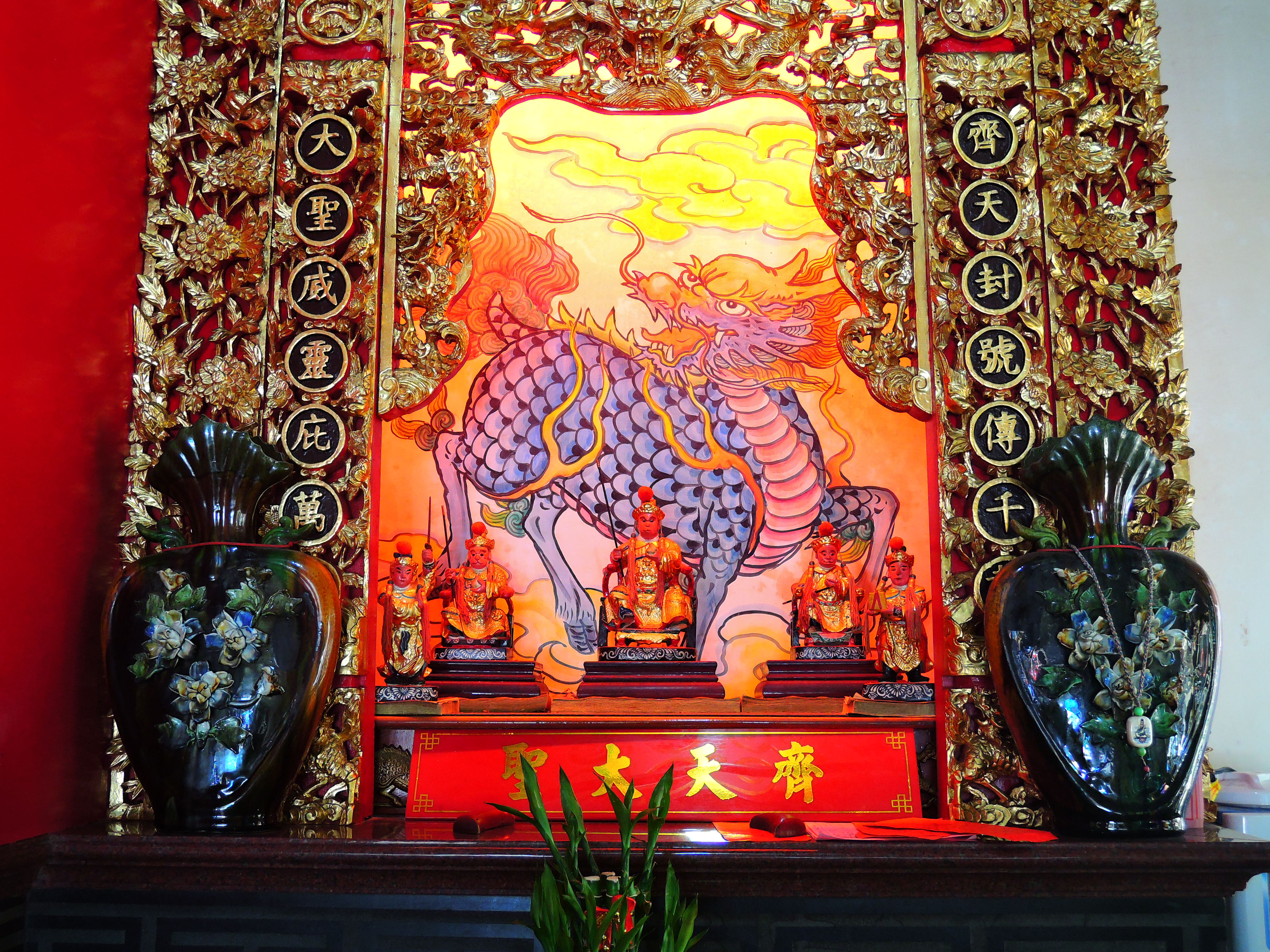
齊天大聖
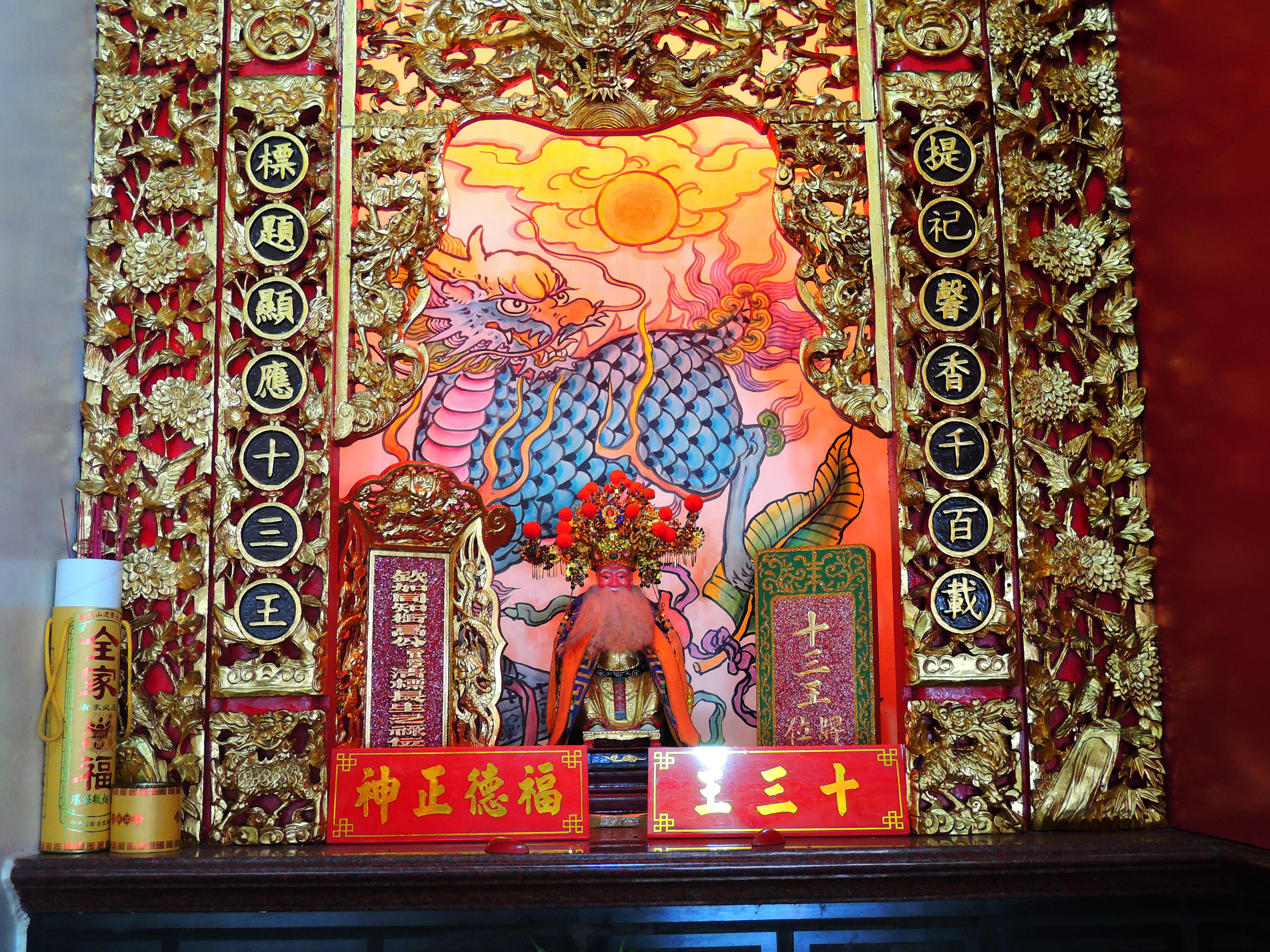
高清標長生祿位、十三王、福德正神
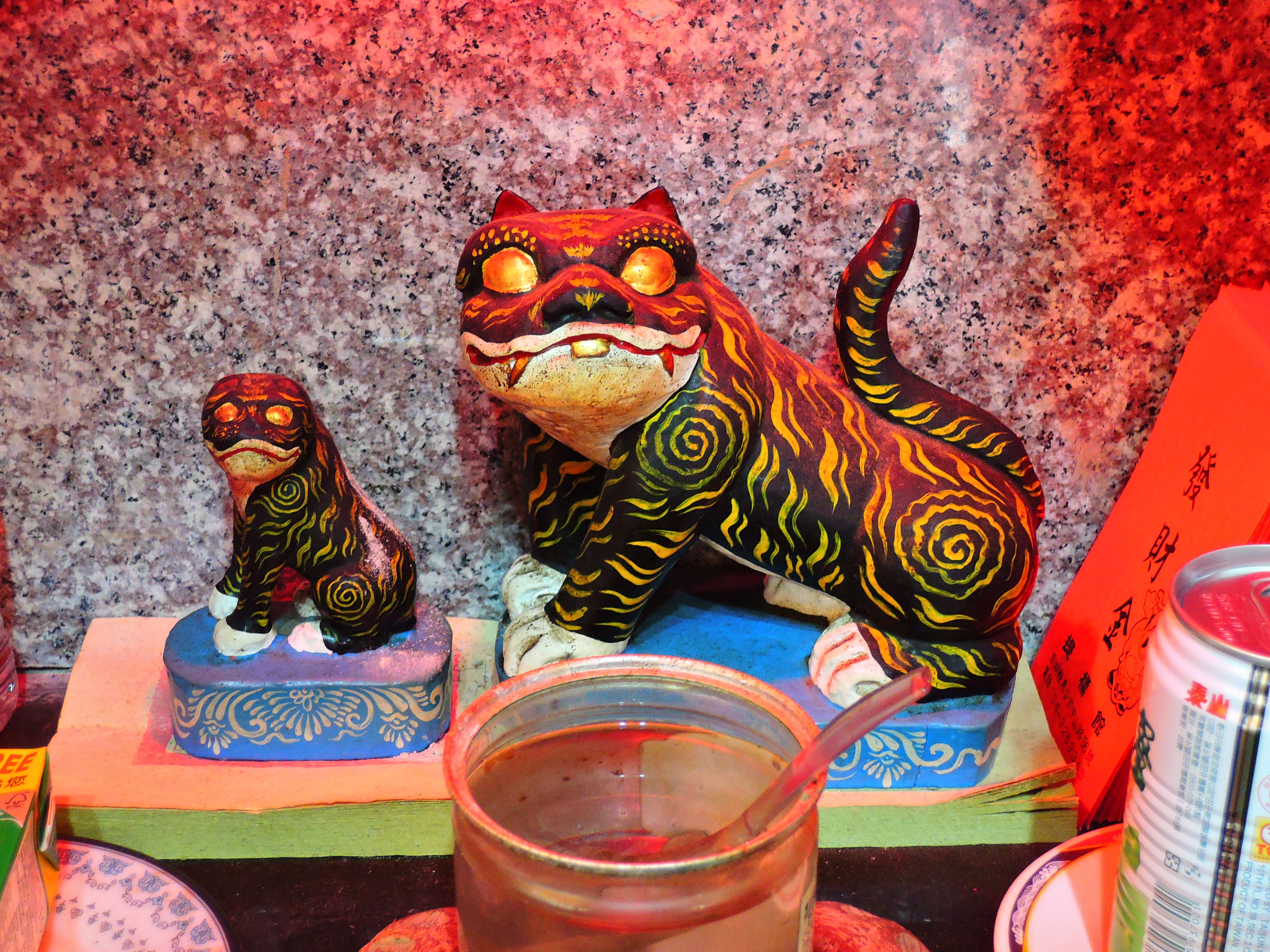
虎爺
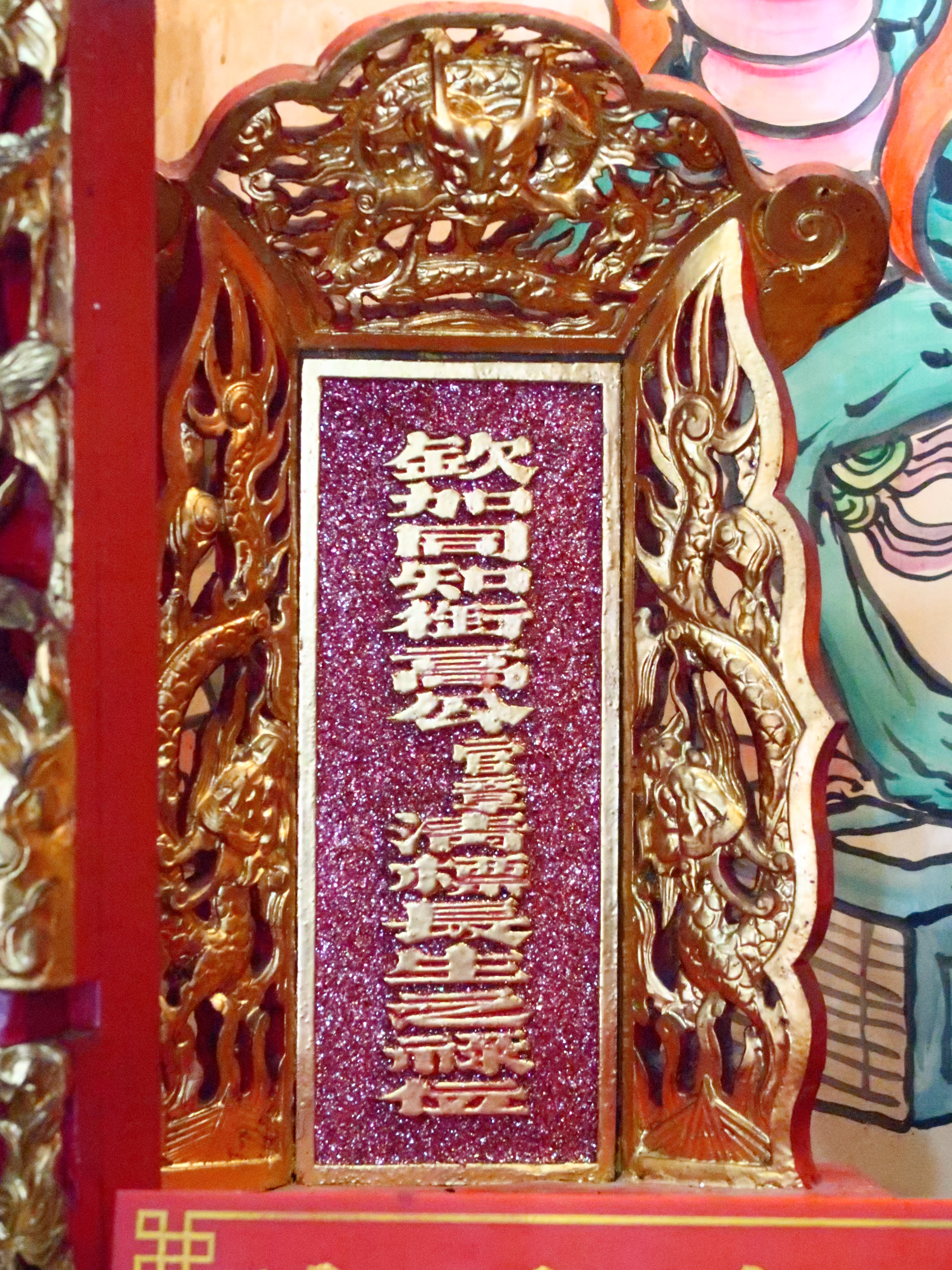
欽加同知銜高公官章清標之長生祿位

## 文物
位於神明廳入口處的「提標館匾」，為日治時代昭和年間的文物，匾額厚度為尋常匾額之兩倍，亦是鎮殿古物之一。

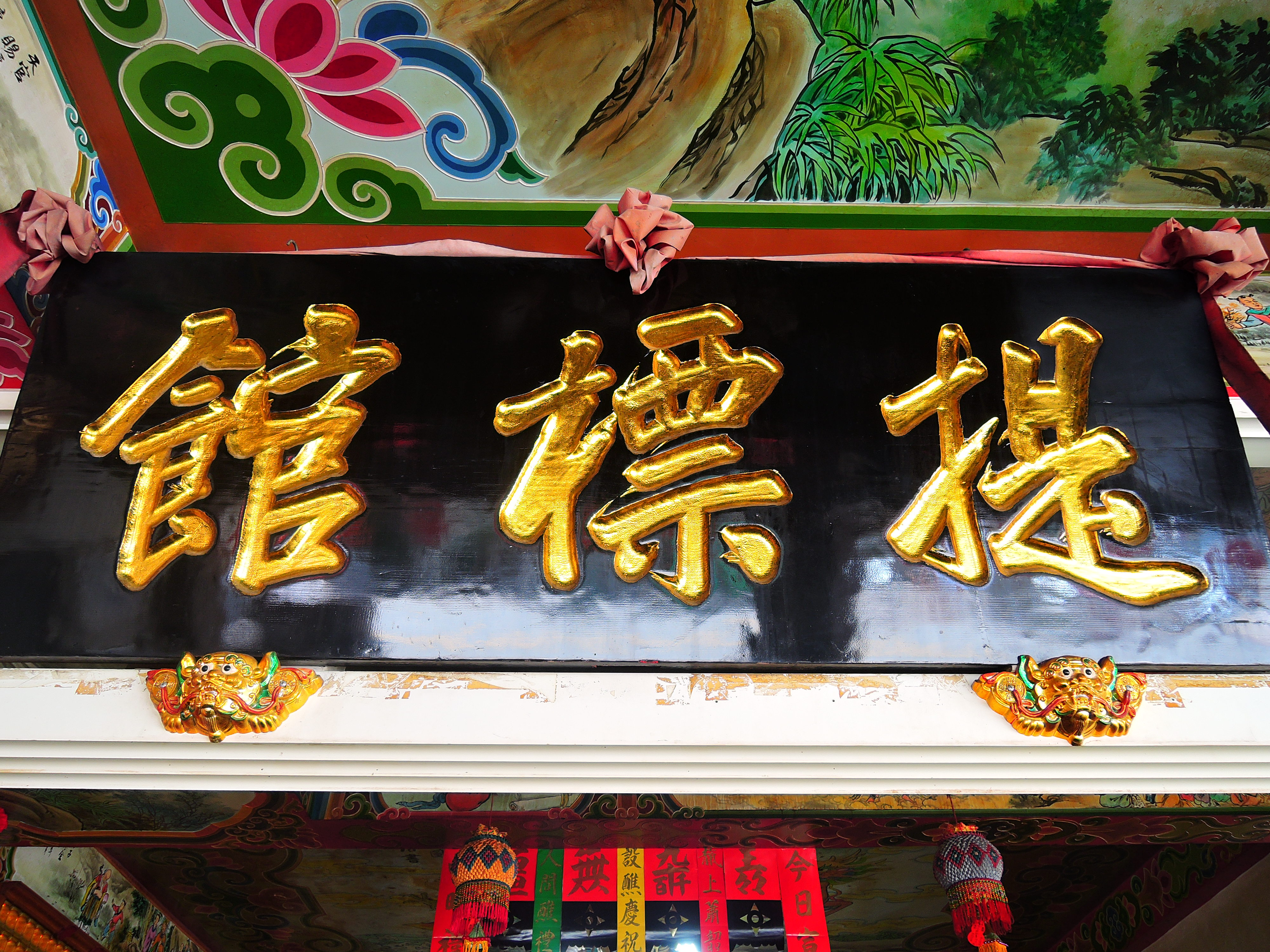
提標館匾（製於昭和年間）
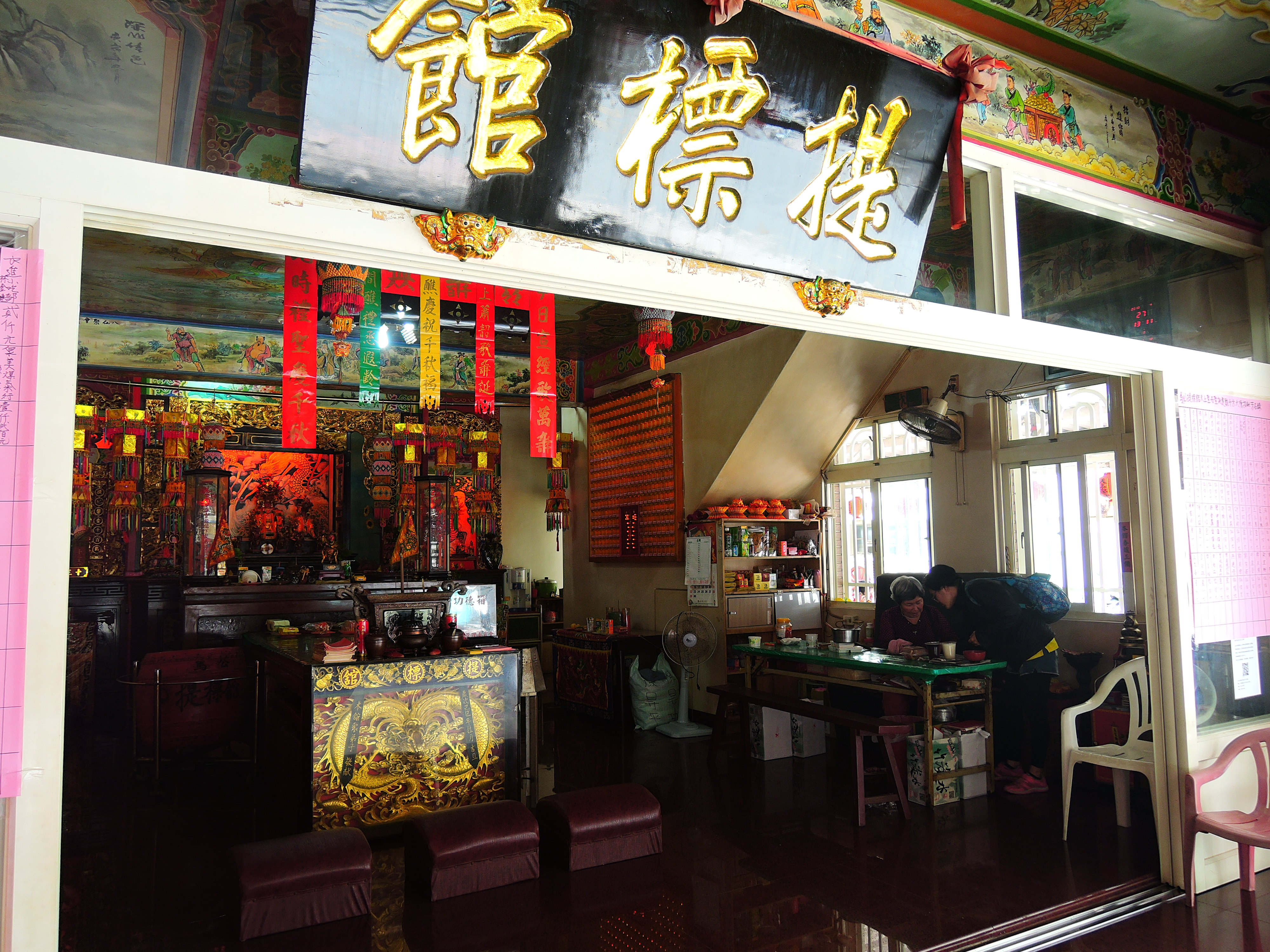
提標館（神明廳）
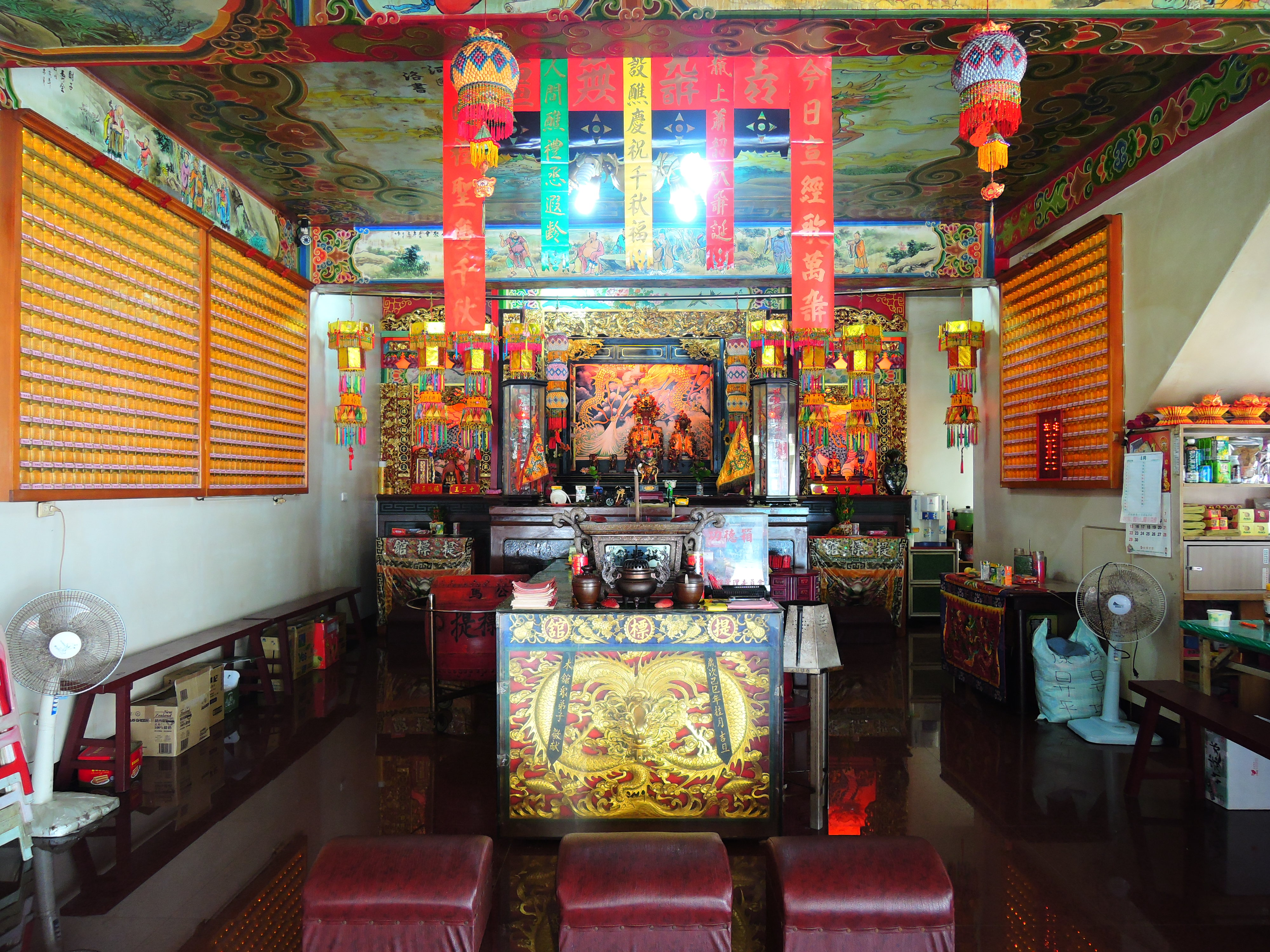
提標館（神明廳）
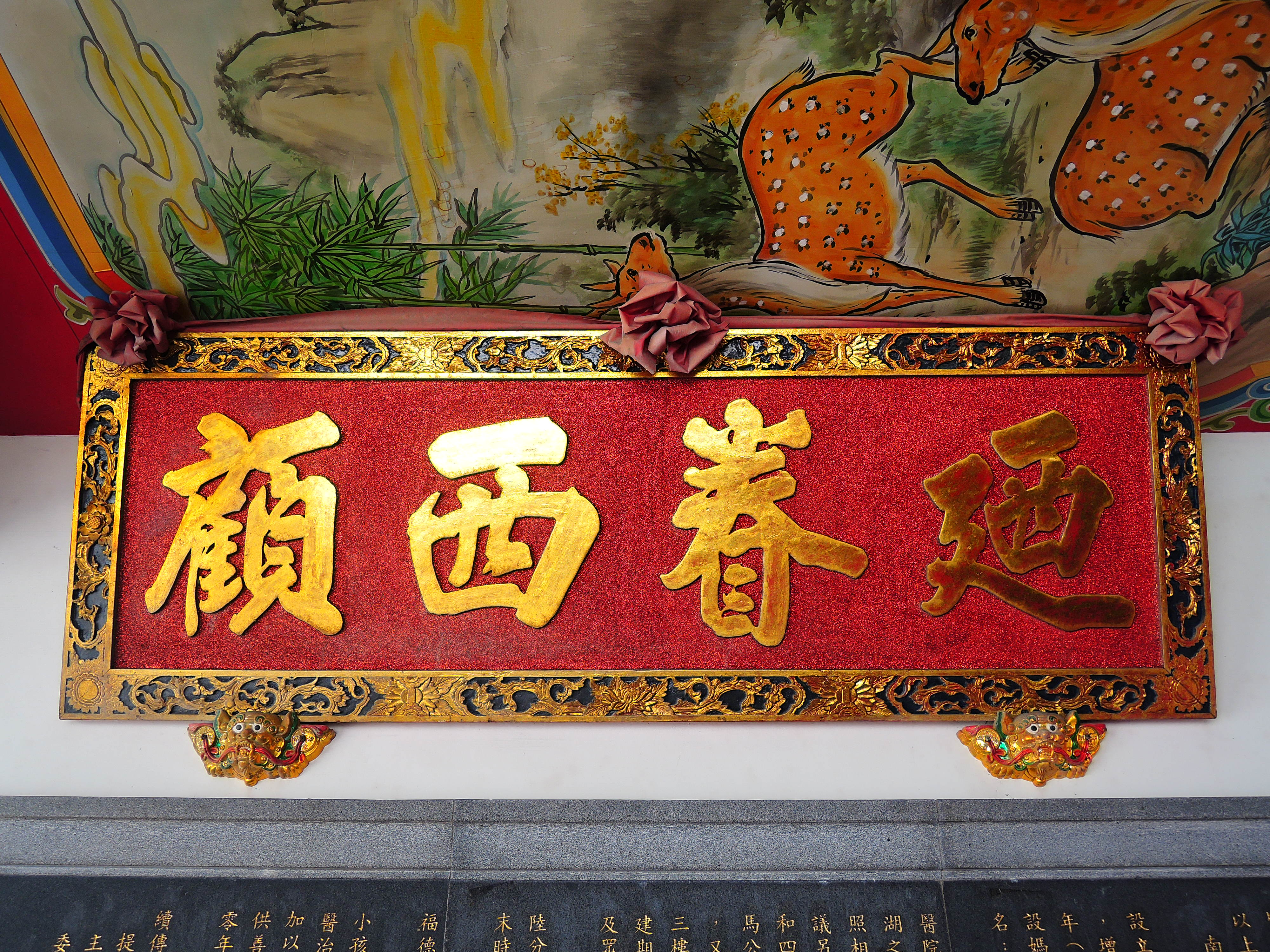
廼眷西顧匾
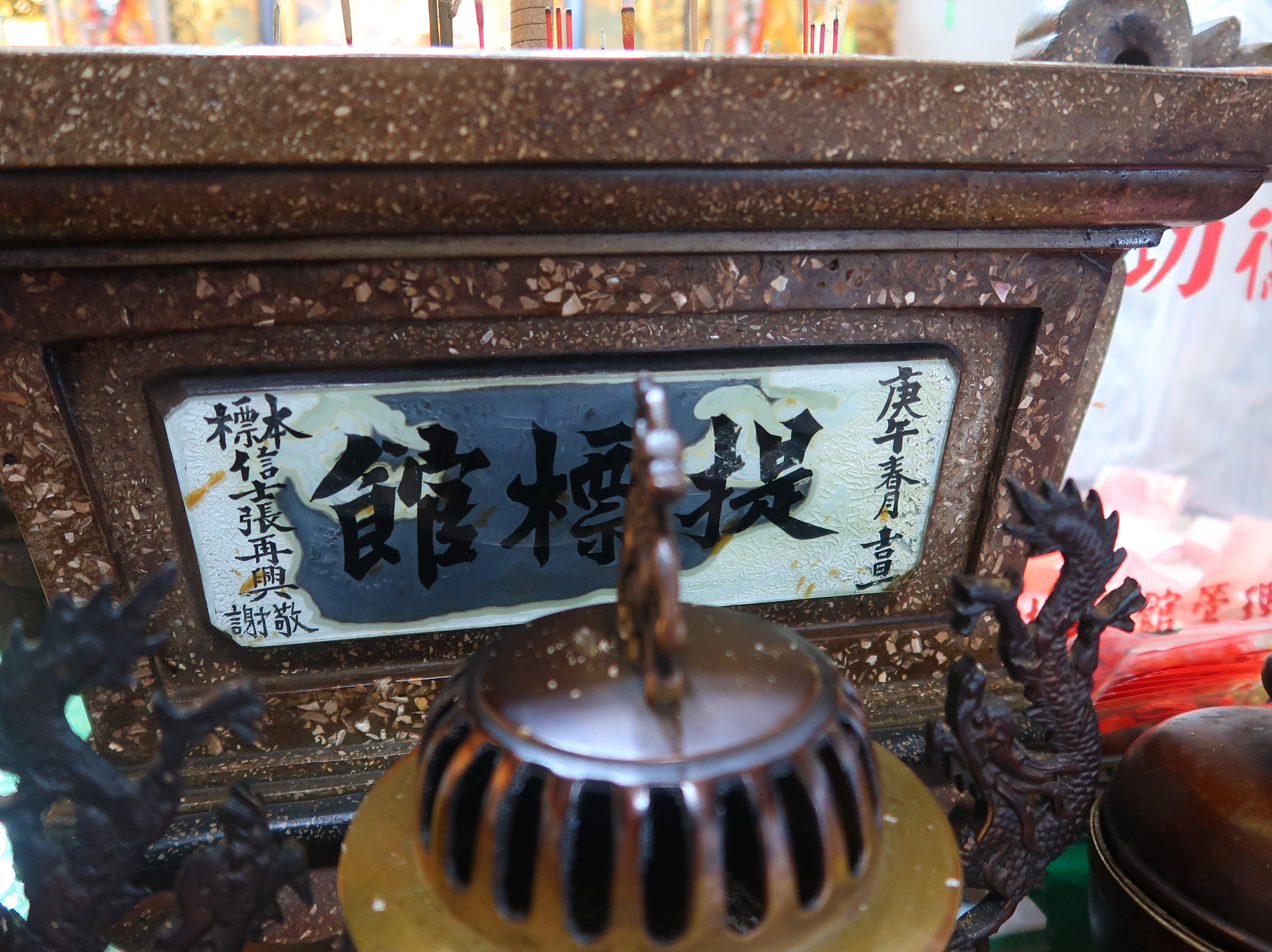
上款：「庚午春月吉旦」 下款：「本標信士張再興敬謝」

## 俗諺

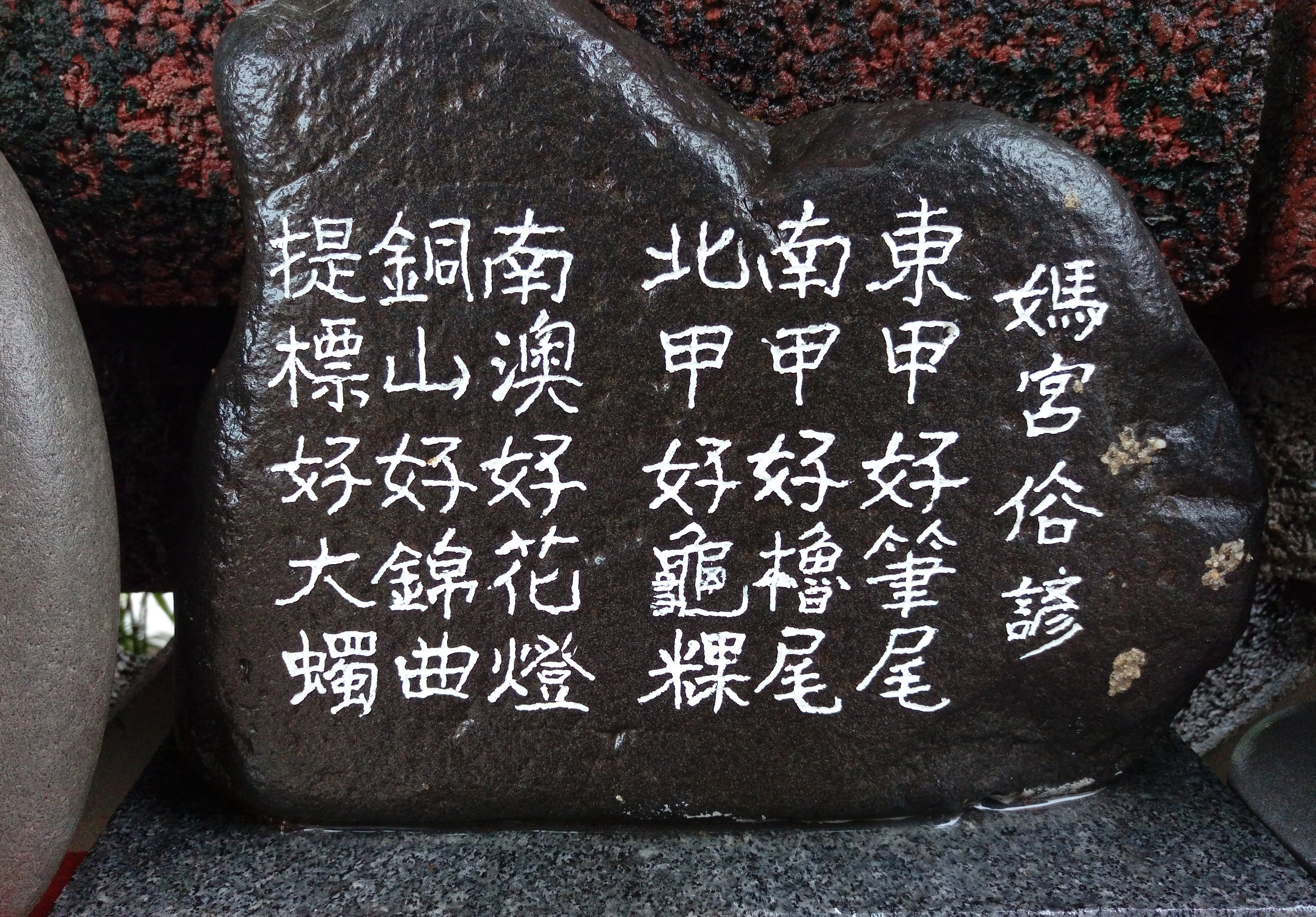
攝於馬公市光明路上德山行。

元宵節時，馬公各班兵伙館廟，時常展現自己廟館的特色。如南澳館的花燈光彩奪目，銅山館人則長於南管曲藝，提標館內大燭眾多，夜如白晝，因此馬公有「南澳好花燈，銅山好錦曲，提標好大燭。」的俗諺流傳。

## 烽火館碑文
〈重建烽火館碑記〉之原文：
特簡鎮守福建等處地方駐劄澎湖水師副總鎮紀錄二次江諱起蛟、福建澎湖水師協標中軍副總府兼管左營林諱雲、緣首福建澎湖水師協標右營副總府帶紀錄二次戴諱福、澎湖右營守備吳科、署左右營守備紀廷政、王子若、新調澎湖左、右營守備李其祥、楊元、千總許友勝、謝祖。把總許邦賢、游得貴、林廷寶、王國寶、王光燦、孫必高、陳維礼、□□（何培夫載「潘鐘」）共捐，烽火門換戍澎臺班兵樂助，共成重建新廟，恭奉關聖夫子神像，永為烽火班兵住館，謹勒此碑為記。
 — 乾隆三十年正月□日榖旦

## 外部連結
- 澎湖提標館天上聖母的Facebook專頁